# Championnats d'Europe de judo 1978
Navigation
Édition précédente Édition suivante
La 27e édition des championnats d'Europe de judo s'est déroulée pour les hommes les 6 et 7 mai 1978 à Helsinki, en Finlande. La compétition féminine équivalente étant toujours dissociée de l’épreuve masculine, les championnats d'Europe féminins ont eu lieu à Cologne, en Allemagne de l’Ouest, en novembre de la même année (voir article connexe). 

L’épreuve par équipes étant elle aussi organisée dorénavant séparément à partir de cette année 1978, les championnats d'Europe par équipes ont eu lieu à Paris, les 21 et 22 octobre 1978  (voir article connexe).

## Résultats
| Épreuves             | Or                         | Argent                   | Bronze                                           |
| -------------------- | -------------------------- | ------------------------ | ------------------------------------------------ |
| - 60 kg super-légers | Felice Mariani (ITA)       | Arpad Szabo (ROU)        | Reinhard Arndt (GDR) Evgeny Pogorelov (URS)      |
| - 65 kg mi-légers    | Torsten Reißmann (GDR)     | Nikolay Solodukhin (URS) | József Tuncsik (HUN) Dragan Kosic (YUG)          |
| - 71 kg légers       | Günther Krueger (GDR)      | Engelbert Dörbandt (FRG) | Neil Adams (GBR) Károly Molnar (HUN)             |
| - 78 kg mi-moyens    | Harald Heinke (GDR)        | Adam Adamczyk (POL)      | Bernard Tchoullouyan (FRA) Jerzy Jatowtt (AUT)   |
| - 86 kg moyens       | Alexander Yatskevich (URS) | Detlef Ultsch (GDR)      | Wolfgang Frank (FRG) Jürgen Roethlisberger (SUI) |
| - 95 kg mi-lourds    | Dietmar Lorenz (GDR)       | Angelo Parisi (FRA)      | Robert Van De Walle (BEL) Vladimir Gurin (URS)   |
| + 95 kg lourds       | Peter Adelaar (NED)        | Imre Varga (HUN)         | Jean-Luc Rougé (FRA) Sergey Novikov (URS)        |
| Toutes catégories    | Dietmar Lorenz (GDR)       | Jean-Luc Rougé (FRA)     | Imre Varga (HUN) Dzhibilo Nizharadze (URS)       |

## Tableau des médailles
| Rang | Nation               | Or | Argent | Bronze | Total |
| ---- | -------------------- | -- | ------ | ------ | ----- |
| 1    | Allemagne de l'Est   | 5  | 1      | 1      | 7     |
| 2    | Union soviétique     | 1  | 1      | 4      | 6     |
| 3    | Pays-Bas             | 1  | 0      | 0      | 1     |
| 3    | Italie               | 1  | 0      | 0      | 1     |
| 5    | France               | 0  | 2      | 2      | 4     |
| 6    | Hongrie              | 0  | 1      | 3      | 4     |
| 7    | Allemagne de l'Ouest | 0  | 1      | 1      | 2     |
| 8    | Roumanie             | 0  | 1      | 0      | 1     |
| 8    | Pologne              | 0  | 1      | 0      | 1     |
| 10   | Yougoslavie          | 0  | 0      | 1      | 1     |
| 10   | Royaume-Uni          | 0  | 0      | 1      | 1     |
| 10   | Autriche             | 0  | 0      | 1      | 1     |
| 10   | Suisse               | 0  | 0      | 1      | 1     |
| 10   | Belgique             | 0  | 0      | 1      | 1     |
|      |                      | 8  | 8      | 16     | 32    |

## Sources
- Podiums complets sur le site JudoInside.com.

- Podiums complets sur le site Les-Sports.info.